# Morawitzky (Adelsgeschlecht)

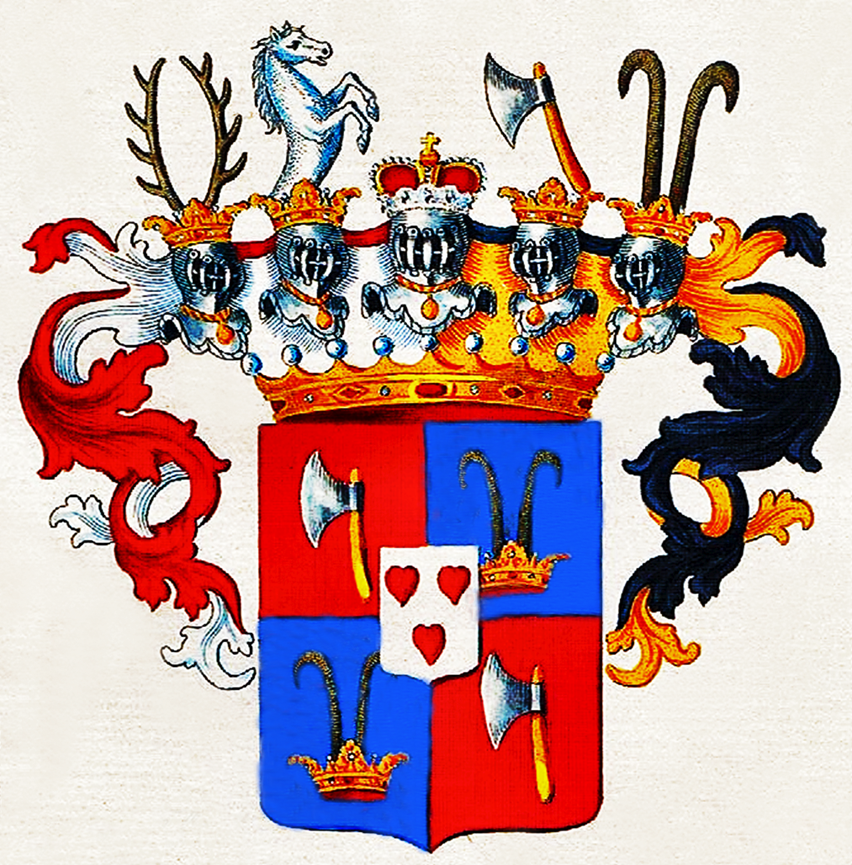
Wappen der Reichsgrafen Morawitzky auf Tenczin und Rudnitz 1742

Die Grafen von Morawitzky auf Tenczin und Rudnitz, auch Topor Morawitzy von Tenczin und Rudnitz, entstammen einem der ältesten Adelsgeschlechter im Königreich Polen, das später zu Ansehen in Böhmen und Schlesien, danach im Kurfürstentum, sodann Königreich Bayern gelangte.

## Geschichte

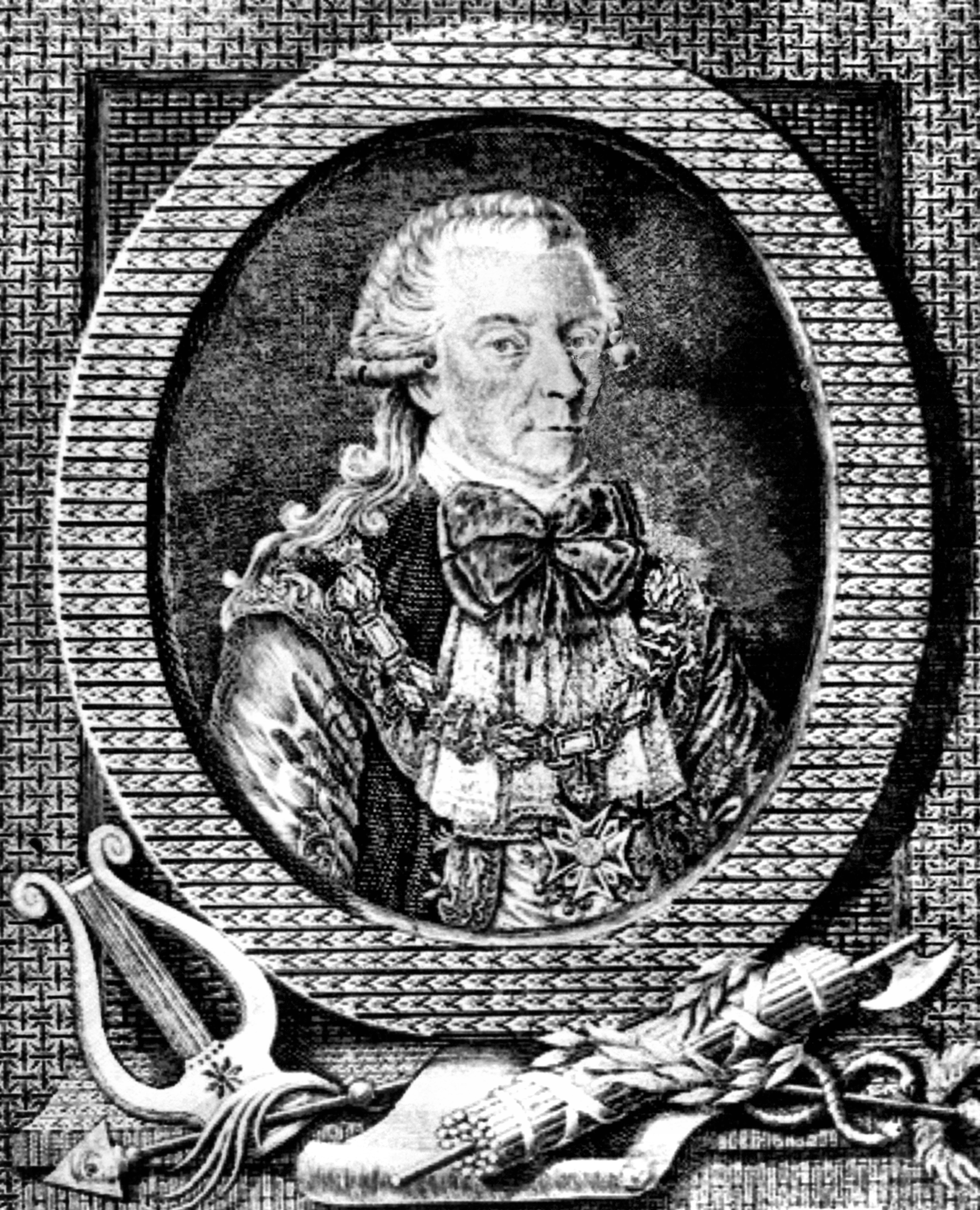
Heinrich Theodor Johann Graf von Morawitzky auf Tenczin und Rudnitz

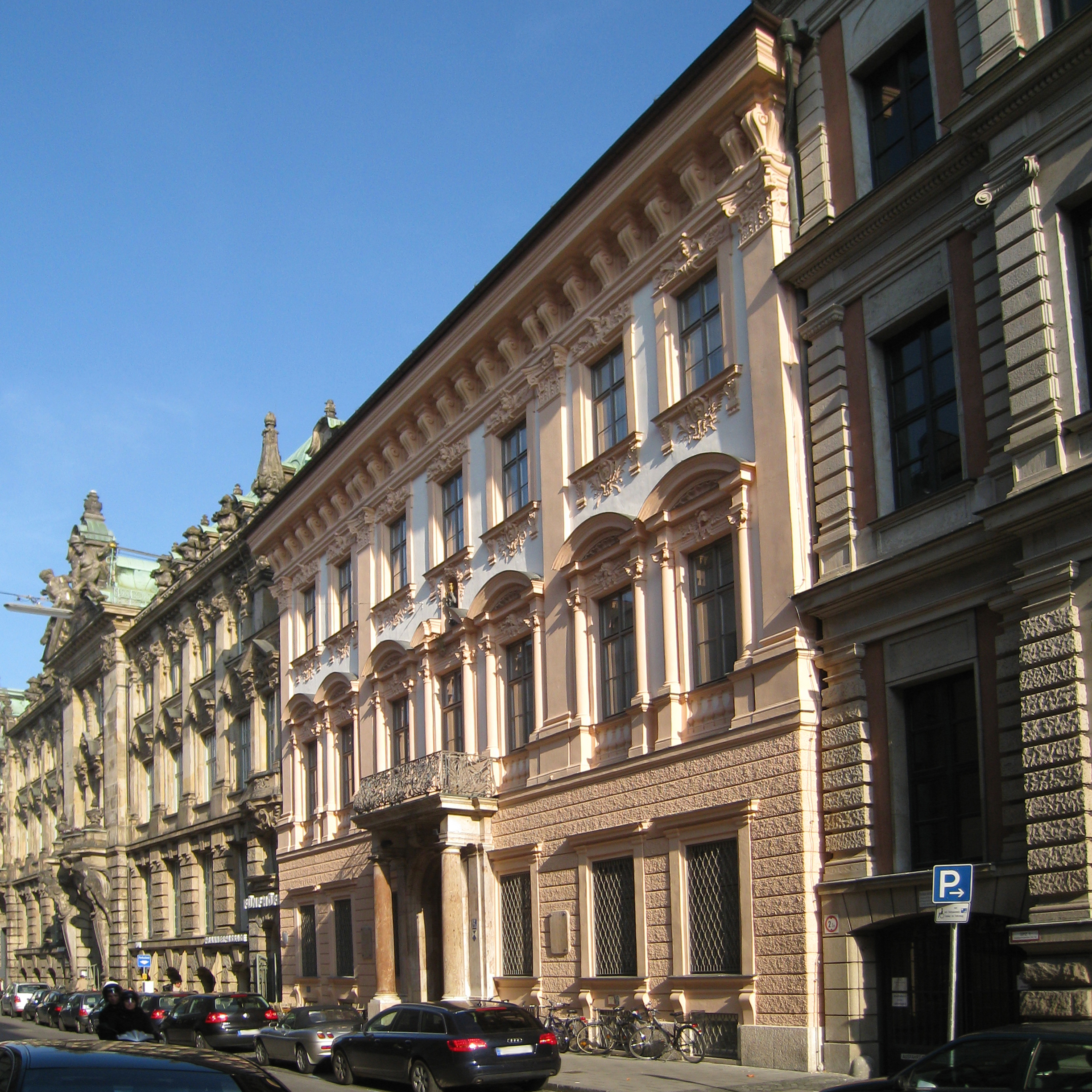
Palais Porcia in München

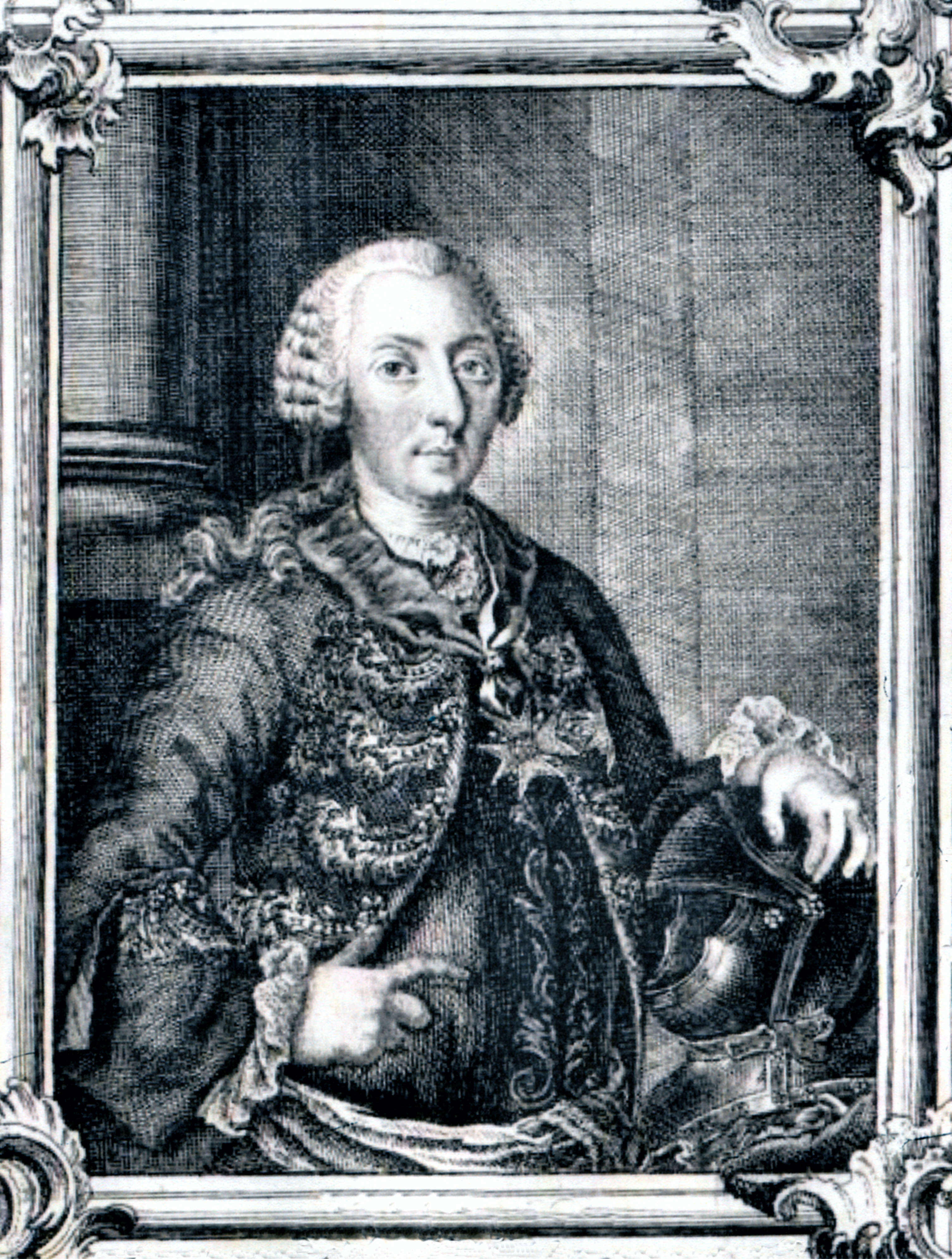
Joseph Clemens Graf von Morawitzky auf Tenczin und Rudnitz

### Herkunft
Die Grafen von Morawitzky gehören zu dem bekannten polnischen Geschlecht Topor oder Starza, einem der zwölf ältesten polnischen Adelshäuser, welches vor und nach König Sigismund II. August, der von 1548 bis 1572 regierte, teils unter dem Namen Topor Starza, teils unter anderen Stamm- und Geschlechtsnamen herausragende geistliche und weltliche Ehrenämter bekleidete, große Güter besaß, Klöster stiftete und, außer den Herrschaften in Polen, auch bedeutenden Grundbesitz in Böhmen und Schlesien erwarb, und sich besonders in Abstammung von Navogius, Grafen von Preginia, Paladins in Sandomir, dem Erbauer von Tenczin, unter den Namen der Grafen Tenczinsky, Ossolinsky und Morawitzky, mit Beibehaltung des alten Geschlechtswappens, ausbreitete.
Von der dritten der eben erwähnten Linien, der Linie von Morawitzky, legten Zegotha und Otto, beide Toporen, nachdem sie 1271 einen Bischof gefangen ins Herzogtum Syradien geführt hatten, auf Drängen der übrigen Toporen, das Wappen des Hauses Topor ab, nahmen in Silber drei rote Herzen an und ließen sich in Schlesien nieder. Bei späteren Standeserhebungen der Familie ist aber das Wappen des Hauses Topor wieder in das Wappen aufgenommen worden.

### Die österreichisch-bayerische Linie
Der Freiherrenstand war durch drei Erhebungen in die Familie gekommen. Zuerst bestätigte Kaiser Leopold I. den fürstbischöflichen passauischen Oberstleutnant und Landrichter Johann Joachim Morawitzky von Rudnitz († 15. August 1754) im alten böhmischen Herrenstand und erhob ihn sodann mit Diplom vom 8. April 1695 zu Wien aus dem alten Ritter- in den alten Herren- und Freiherrenstand, dann wurde Wolf Heinrich Morawitzky von Rudnitz, gleichfalls fürstlich passauischer Landrichter, 1708 aus dem alten Ritter- in den erbländisch-österreichischen alten Herren- und Freiherrnstand versetzt und schließlich erhielt 1718 Franz Casimir von Morawitzky den böhmischen Freiherrnstand.
Theodor Heinrich Freiherr Morawitzky von Rudnitz (1680–1770), kaiserlicher Feldzeugmeister, war vermählt mit Maria Josepha Monika Caroline le Danois, Comtesse de Cernay, erhielt das Reichsgrafendiplom von Kaiser Karl VII. am 14. Febr. 1742. Er war der Vater der Geliebten des Kaisers, Maria Josepha (1714–1789), die der Kaiser später mit dem Grafen Antonio da Porcia verheiratete und ihr zuvor (1731) aber ein später nach ihrem Gatten benanntes Palais geschenkt hatte.
Joseph Clemens (1711–1788), Sohn des Theodor Heinrich, Vizestatthalter in Amberg, war verheiratet mit Maria Elisabeth (1709–1788), Tochter des Alois Clemens Ernst Bero Graf von Rechberg und Rothenlöwen, Hofrat, Kämmerer als auch Pfleger in Erding, und der Anna Maria Josepha Gräfin von Fugger. Deren zwei Söhne waren Theodor Heinrich Graf Morawitzky von Topor (1735–1810), bayerischer Justiz- und Kultusminister und der Hofgerichtsrat Maximilian (1744–1817).
Die Standeserhöhung wurde von Kurfürst Max Joseph III. von Bayern am 19. März 1757 anerkannt und auf die morawitzkyschen jüngeren Linien, auf die zu Amberg und Culmain, ausgedehnt. In Folge des oben angeführten Anerkennungsdiploms und der Bestätigungsdiplome des Grafenstandes waren die ältere und diese beiden jüngeren Linien, welche letztere von zwei Brüdern, den Grafen Johann Anselm Heinrich, kurfürstlicher Kämmerer und Regierungsrat zu Amberg und Theodor Benedict Heinrich, abstammten, in die Grafenklasse der Adelsmatrikel des Königreichs Bayern am 30. Mai 1809 und 29. Mai 1812, einverleibt worden. Der Mannesstamm der älteren Linie erlosch 1820 mit Graf Carl, königlich bayerischer pensionierter Hauptmann und so blühten nur noch die beiden jüngeren Linien zu Amberg und Culmain. Die Immatrikulation im Königreich Bayern fand am 30. Mai 1869 statt.
Das Haupt der Linie zu Amberg war Maximilian August Eduard Graf Topor von Morawitzky und Rudnitz (* 28. Oktober 1798; † 1875 in München), königlich bayerischer Offizier und Militärhistoriker, Sohn des Grafen Emanuel Heinrich Alois, königlich bayerischer Grenadier-Hauptmanns, gefallen am 3. Dezember 1800 bei Hohenlinden, aus der Ehe mit Johanna Freiin von Weikmann auf Kretschenreuth († 19. März 1833). Maximilian heiratete am 2. Februar 1837 Luise Dorothea von Schieber (* 24. Januar 1804), aus welcher Ehe zwei Töchter, die Gräfinnen Justine und Amalia, hervorgingen.
Die Linie zu Culmain repräsentierte Graf Johann Anton Ambrosius, (* 3. September 1794), königlich bayerischer pensionierter Hauptmann, Sohn des Grafen Johann Adam Ferdinand (* 2. August 1763); gestorben als kurbayerischer Forstmeister zu Culmain.

## Persönlichkeiten
- Theodor Heinrich Graf  von Morawitzky auf Tenczin und Rudnitz (* 1680 in Erfurt; † 1773 in München) war in die Dienste des Kurfürsten Max Emanuel getreten, vermutlich auf Empfehlung der aus Polen gebürtigen Kurfürstin Therese Kunigunde. Er war kaiserlicher Geheimer Rat u. Feldzeugmeister sowie kurfürstlich bayerischer Kammerherr und Generalfeldmarschallleutnant. Der Graf wurde am 9. November 1737 zum Inhaber des Regiments Nr. 5 ernannt, das zugleich in Regiment zu Fuß "Graf Morawitzky" umbenannt wurde. Am 12. August 1770 verzichtete der hochbetagte Offizier auf sein Regiment und gab es an den Geheimen Rat, Obriststallmeister und Obrist der Infanterie Karl Graf von Daun ab.[6][7]
- Joseph Clemens Graf von Morawitzky auf Tenczin und Rudnitz, Herr auf Moosen, Arnstorf und Ramlesreuth (* 1711; † 19. Dezember 1786), Sohn des Theodor Heinrich, war zuletzt Vizestatthalter in Amberg und Wirklicher Geheimer Rat sowie Großkomtur des bayerischen St. Georgsordens.[8]
- Heinrich Theodor Johann Graf  von Morawitzky auf Tenczin und Rudnitz, auch Graf Morawitzky von Topor, (* 21. Oktober 1735 in München; † 14. August 1810 ebenda), Enkel des Theodor Heinrich,  war 1765 zum Mitglied der Bayerischen Akademie der Wissenschaften gewählt worden (1769 deren Vizepräsident), Präsidenten der Hofkammer und 1779 Präsident der neu geschaffenen Oberen Landesregierung, sodann bayerischer Justiz- und Kultusminister aber auch ein anerkannter Literat. Er war seit dem 29. April 1770 Ritter des bayerischen Georgsordens, sodann ab 1778 sein Kommandeur und Kapitularherr.[9][10]
- Maximilian Graf  von Morawitzky auf Tenczin und Rudnitz (1744–1817), Bruder des Obigen, war Hofgerichtsrat sowie Direktor und Vizestatthalter in Ingolstadt, der ledig geblieben war.

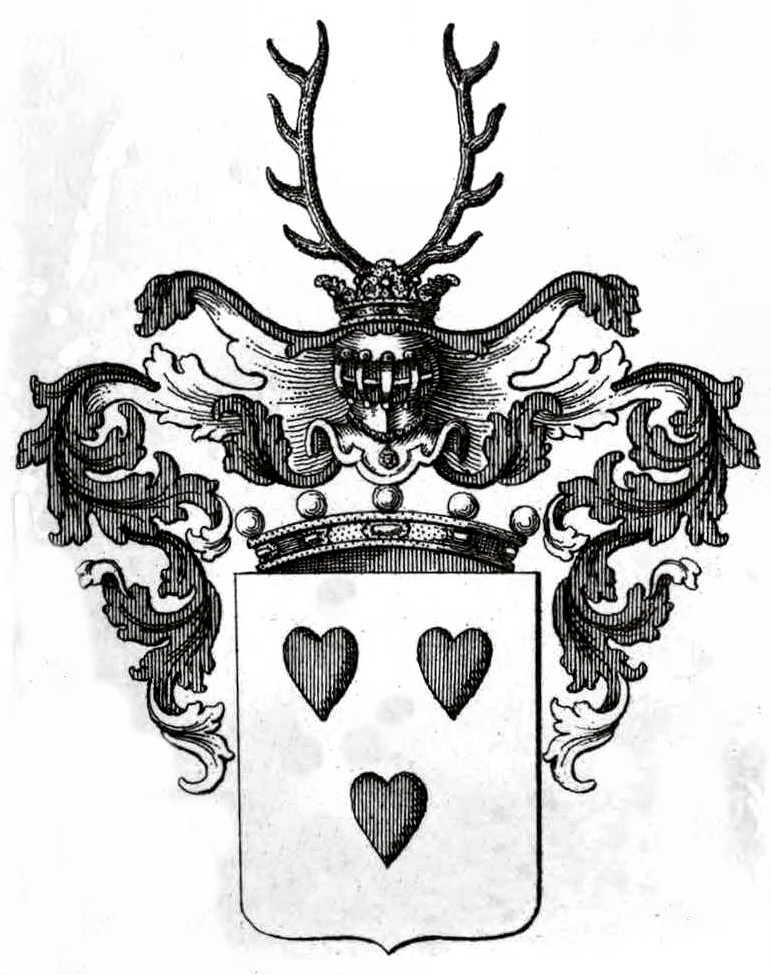
Wappen der Freiherren Morawitzky von Rudnitz 1695

## Wappen
1742: Quadrierter Schild mit Mittelschild. Im silbernen Mittelschild drei (2 und 1) rote Herzen (Stammwappen). 1 und 4 in Rot eine aufrechtgestellte, rechtsgekehrte, silberne Streitaxt (Beil) mit goldenem Stiel (Haus Topor); 2 und 3 in Blau im Schildesfuße eine goldene Krone, aus welcher sich zwei Gemsenhörner von natürlicher Farbe auswärtsgekehrt nebeneinander erheben. Auf dem Schilde stehen fünf, bis auf den mittleren, gekrönte Helme. Der rechte zum Stammwappen gehörige Helm trägt das Geweih eines Hirsches von zehn Enden und natürlicher Farbe; aus dem zweiten wächst ein silbernes, einwärtsgekehrtes Ross bis zum Unterleibe empor; auf dem mittleren Helme ruht ein roter Fürstenhut; über dem vierten Helme liegt schrägrechts die Streitaxt des 1. und 4. Feldes, welche mit dem Griffe die Außenseite der Krone des Helmes berührt, und der linke Helm trägt die Gemsenhörner des 2. und 3. Feldes. Die Helmdecken sind rechts rot und silbern, links schwarz und golden.